# Jane Anne Jayroe
Jayne Anne Jayroe-Gamble, née le 30 octobre 1946 à Clinton en Oklahoma aux États-Unis, est une présentatrice de journal, écrivaine, une fonctionnaire publique de l'État d'Oklahoma, qui a été couronnée Miss Oklahoma (en) 1966, puis Miss America 1967.

### Source de la traduction
- (en) Cet article est partiellement ou en totalité issu de l’article de Wikipédia en anglais intitulé « Jane Anne Jayroe » (voir la liste des auteurs).